# アルトゥル・ショーペンハウアー
アルトゥール・ショーペンハウアー（独: Arthur Schopenhauer,1788年2月22日 - 1860年9月21日）は、ドイツの哲学者。主著は『意志と表象としての世界』（Die Welt als Wille und Vorstellung 1819年）。

## 生涯

### 幼少時代

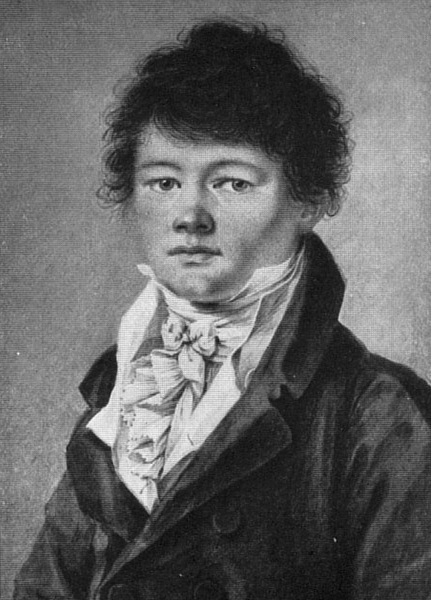
少年時代のショーペンハウアー。

アルトゥール・ショーペンハウアーは1788年、富裕な商人であった父ハインリヒと、名門トロジーネル家の出身であった母ヨハンナ・ショーペンハウアーの長男としてダンツィヒに生まれる。
1793年（アルトゥール5歳）、ダンツィヒがプロイセンに併合された際に一家はハンブルクへ移住、妹アデーレが生まれた1797年（9歳）には当時の国際語であったフランス語習得のため、ルアーヴルの貿易商グレゴアール・ド・ブレジメール家に2年間預けられる。以後長く友情が続くこととなる、グレゴアールの息子でアルトゥールと同年であったアンティームと親交を結び、この地で幸福な時間を過ごす。
ハンブルクに帰った1799年（11歳）より約4年間、商人育成のためのルンゲの私塾に通学。アルトゥールはギムナジウムへの進学を希望したが、息子を商人にしようとする父に反対される。結局後に商人になるという約束のもとで2年間のヨーロッパ周遊の途にのぼることとなる。
1800年（12歳）、家族とともに3か月のプラハ旅行へ、1803-1804年（15-16歳）にはやはり家族と連れ立ってヨーロッパ周遊大旅行（オランダ、イギリス、ベルギーフランス、オーストリア、シュレージェン、プロイセン）へ出ている。これらの旅行は父の商用旅行を兼ねておこなわれており、アルトゥール自身の旅日記が残されているが、上流階級との交流や劇場、美術館訪問などが記されていると同時に、路上の物売り、大道芸人、みすぼらしい旅館や居酒屋、旅人たちの労苦、民衆の貧窮、過酷な強制労働、絞首刑の場面など社会の底辺の悲惨と苦しみにも目が向けられ、しばしば激しい衝撃を受けていたことが窺われるが、その多くの感想には早くも厭世主義的な気分や判断がみられる。ただし、「厭世主義」といった言葉は一度たりとも彼の著作には見られない用語であり、厳密に言えば正確ではない。

### 学問の道へ
ハンブルクに帰ってきた翌年の1805年（17歳）1月、商業教育を受けるために当時のハンブルクで最も優れた実業家にして、ハンブルク市参事（閣僚に相当）であったイェニッシュの商会に入ったが、4月に父が不慮の死を遂げる。1806年（18歳）、伝統あるショーペンハウアー商会が解散すると、義務的に続けられる商業教育と精神的な仕事への渇望との板挟みに会い苦しむようになったが、原稿を書店に渡した後イタリアに旅立つ。翌1807年（19歳）、既にワイマールに移住していた母からの手紙で、学問の道に進むことへの助言と励ましを与えられ、これがアルトゥールの将来を決定することになる。6月にハンブルクを去りゴータのギムナジウムに入り、12月にはワイマールのギムナジウムに転じる。1808年（20歳）、ギムナジウムの校長で優秀なラテン語学者であるレンツにラテン語の会話を習う。
1809年（21歳）、ゲッティンゲン大学に入学し医学部に籍をおきながら、最初の哲学の師となるゴットリープ・シュルツェのもとで哲学を学び、翌1810年（22歳）には哲学部へ移る。かねてよりシェリングに傾倒していた若きショーペンハウアーにシュルツェは、今後の勉強の目標はカントとプラトンであり、この二人を十分会得するよう忠告する。1811年（23歳）、復活祭の休暇にヴィーラントの招きでワイマールを訪れる。秋にベルリン大学に移り、ドイツの国民的哲学者であったフィヒテのもとで本格的な哲学研究を始めると、この時期からさまざまな思索を書き留めるようになる。

### 博士論文から『意志と表象としての世界』へ

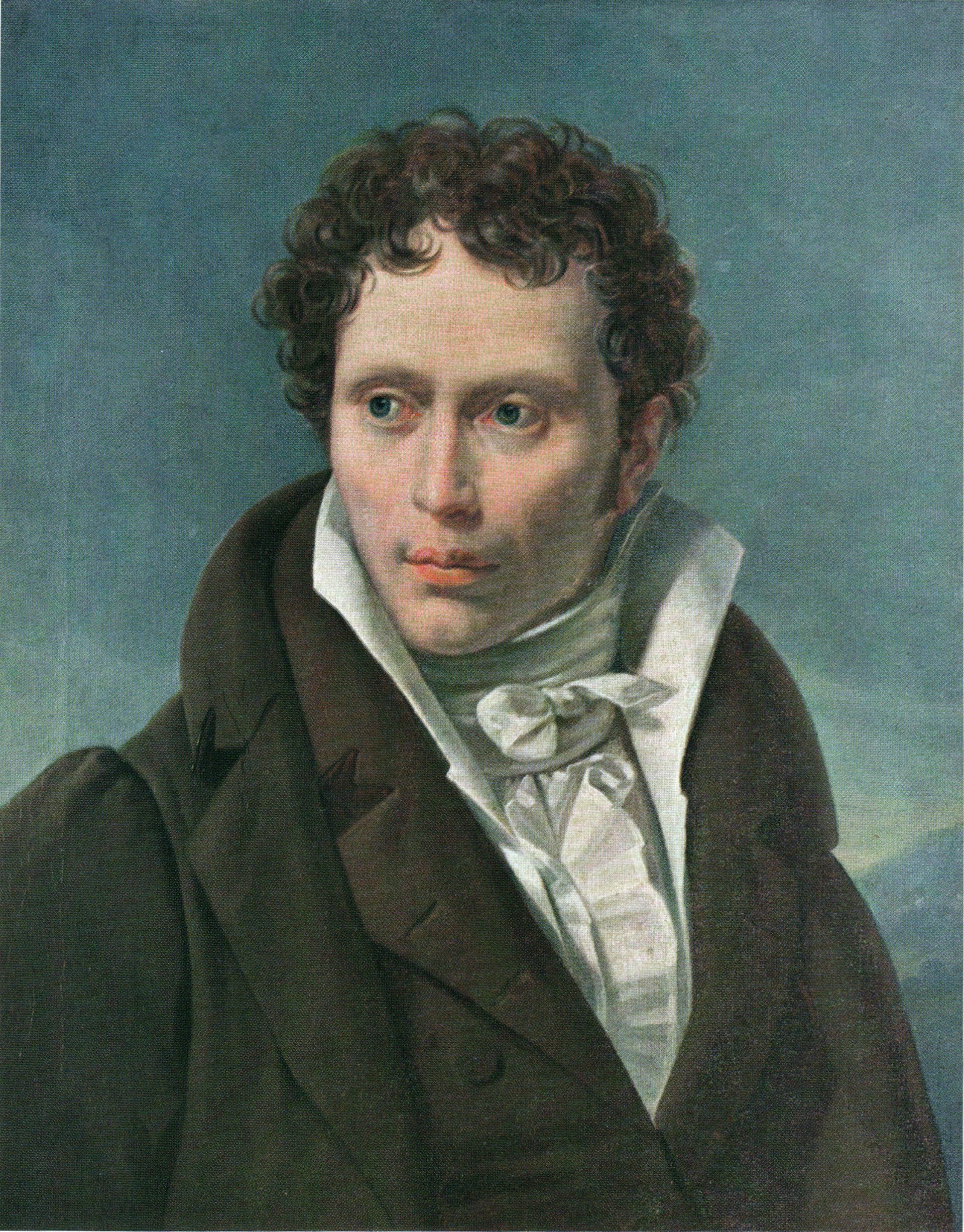
『意志と表象としての世界』完成の三年前、27歳頃の肖像。Ｌ・Ｓ・ルール画

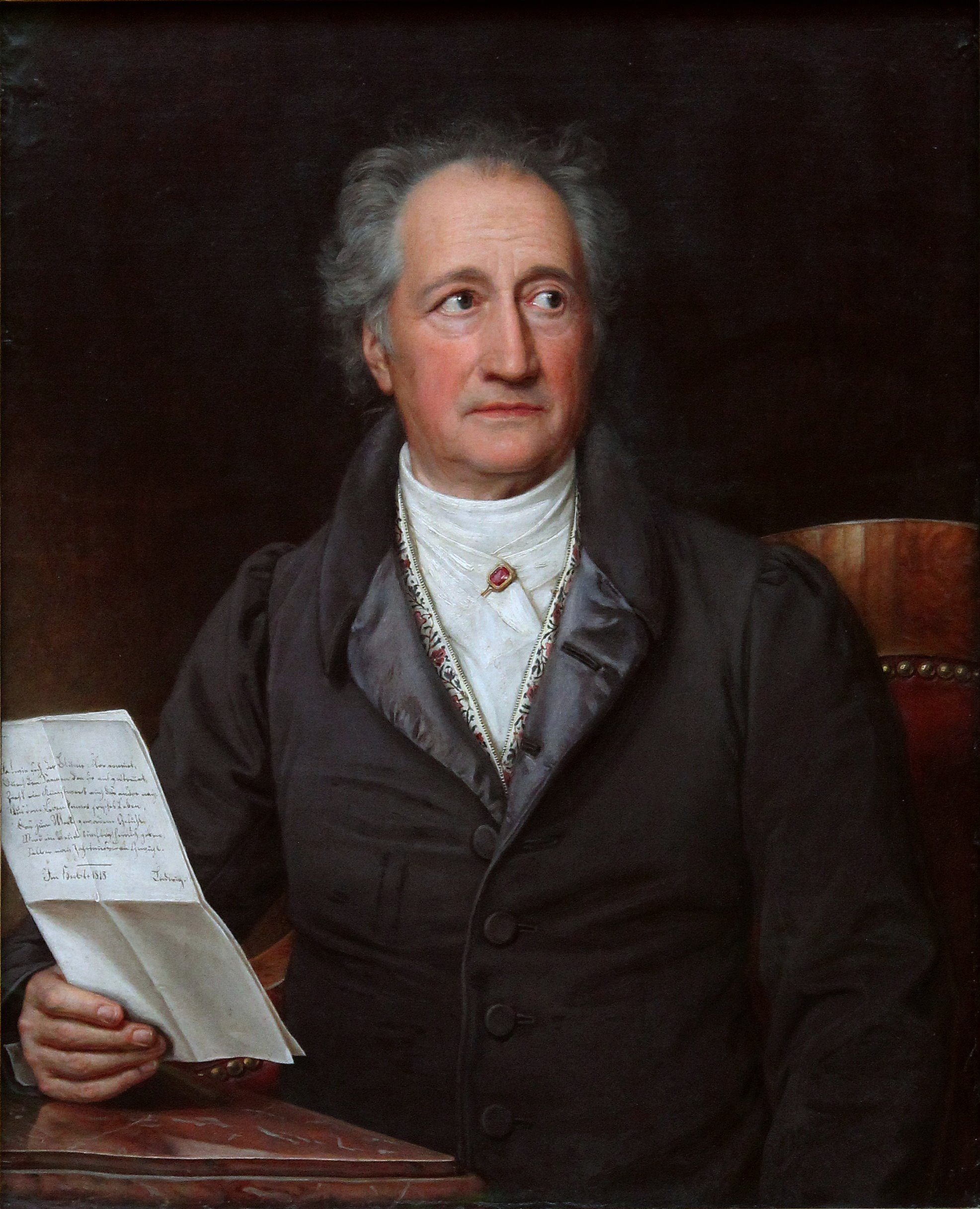
ゲーテ。1813年、ゲーテ64歳、ショーペンハウアー25歳のときに母ヨハンナのワイマールにあったサロンにて二人は出会う。ショーペンハウアーの才能を高く評価し、「色彩論」の研究を依頼した際には必要な器具も貸与している。

1812年（24歳）、ベルリン大学でのフィヒテとシュライエルマッヘルに対する尊敬が軽蔑と否定に変わり、これに反し古典文献学者ヴォルフを学者としても人間としても高く評価する。1813年（25歳）春、戦争の危険を感じ第四学期の済まないうちにベルリンを去りワイマールの母のところへ帰ったが間もなく母と気まずくなり、ルードルシュタットのホテルにこもって博士学位論文『根拠の原理の四つの根について』を完成、イエナ大学に提出し、10月18日に哲学博士の学位を得る。刊行された論文の最初の読者となったゲーテはその才能を高く評価し、自身の指導のもとに色彩現象を研究するよう懇請する。
1814年（26歳）5月に母と完全に仲たがいしてドレスデンに移住するまでに、東洋学者フリードリヒ・マイヤーを通じて古代インド哲学、とくに『ウプネカット』を知るようになり、これによってショーペンハウアーの来るべき全思想が決定づけられることとなる。1815年（27歳）、色彩論『視覚と色彩について』を完成、翌1815年（28歳）これが刊行され、ゲーテに送る。1817年（29歳）、主著『意志と表象として世界』に対する準備工作が、3月から始めた「全体を、関連する論説でもって人々に把握させ得るようにすること」の範囲では終了し、翌1818年（30歳）5月、『意志と表象としての世界』完成、6月にゲーテにその旨を手紙で知らせ、原稿を書店に渡した後イタリアに旅立つ。
1819年（31歳）初め、『意志と表象としての世界』がブロックハウス書店で刊行されたが、商業的には不成功に終わる。6月にミラノにて父の遺産の一部を預けておいたダンツィヒの銀行が倒産したの報を受け、この事件の整理にワイマールに戻る。1820年（32歳）3月、ベルリン大学にて「原因の四つの異なった種類について」というタイトルで教職に就くための試験講義を行い、講師の地位を得ると「哲学総論、あるいは世界の本質および人間の精神の学説について」というテーマで毎週5回講義するも、ショーペンハウアーは自分の講義を故意にヘーゲルの主講義の時間に合わせたため、聴講者が集まらず失望する。「イエナ文学新聞」に『意志と表象としての世界』への批判的議論が載り、反駁として『虚偽の引用に対するやむを得ざる告発』を書く。1821年（33歳）、いわゆるマルクェト事件が起こり、翌1822年（34歳）5月にはスイスを経て第2回のイタリア旅行に出る。1823年（35歳）5月、帰国しミュンヘンへ赴くと、この地でほぼ1年間病気に苦しみ、右耳が聞こえなくなる。憂愁が深まる中、翌1824年（36歳）5月29日から6月19日まで治療のためガシュタインに滞在、9月にはドレスデンへ赴く。

### 『意志と表象としての世界』以降
1825年（37歳）、再びベルリンへ戻り、改めてベルリン大学で講義を行なおうと試みると、講義への聴講届は多かったものも、相変わらず理解されない。しかし、『意志と表象としての世界』は詩人ジャン・パウルにより『小書評』にて輝かしく批評される。1828年（40歳）には『意志と表象としての世界』第2版を意図し、「わが父の霊に」という献辞を書き、また1829年（41歳）にはカントの主著を英訳して出版することを計画している。1830年（42歳）、『視覚と色彩について』をラテン語に書き改めた『生理学的色彩論』Theoria colorum physiologicaを『眼科学的著述小全集』（ライプツィヒ、レオポルト・フォス社刊）第3巻の巻頭論文として発表、同じ年バルタザール・グラシャンの人生智三百則よりなる『神秘必携と処世術』を翻訳、しかしこれは死後に公刊された。このころ結婚の計画を考えたり打ち捨てたりしている。

### 隠遁生活へ
1831年（43歳）8月、コレラの流行を怖れてベルリンを逃れ、9月初めにフランクフルト・アム・マインに移るが、1832年（44歳）にマンハイムへ移住し丸1年滞在する。1833年（45歳）6月、フランクフルト・アム・マインに戻りついに定住、隠遁生活に入る。『意志と表象としての世界』第2版に載せるつもりの序文を書く。1834年（46歳）、『意志と表象としての世界』を加筆再版する代わりに「補足的な諸考察」Ergänzende Betrachtungenというタイトルのもとに別の追加巻を出版する計画を立てると、1835年（47歳）5月、『意志と表象としての世界』の売れ行きについてブロックハウスに2回目の照会をする。「著書の需要全然なく、在庫は大部分反故に。僅少部数のみ残してある」と前回より屈辱的な回答を受け、独立の論文とするつもりの「補足的な諸考察」の一部を『自然における意志について』Über den Willen in der Naturというタイトルのもとに書き改める。8月、ライン河に沿って4日間コープレンツへ旅行するが、以後フランクフルトを離れなかったため最後の旅行となる。
1836年（48歳）、『自然における意志について』がジークムント・シュメルベル書店から刊行。1837年（49歳）、フランクフルト市に作られた「ゲーテ記念像建立委員会」に対しゲーテの記念像を胸像にすべきよう意見書を出す。また、『カント全集』が編纂されることにも関与、『純粋理性批判』は第2版ではなく第1版を採用すべきことを論じる。1838年（50歳）、母ヨハンナ死去。ノルウェー王立学士院（アカデミー）の懸賞募集に応じた論文『意志の自由について』をドロントハイムに送り、同時にデンマークアカデミーに懸賞論文『道徳の基礎について』（募集テーマは「道徳の基礎」）を書き始める。1839年（51歳）2月、『意志の自由について』が入賞、『道徳の基礎について』の原稿をコペンハーゲンに送るも、1840年（52歳）1月、こちらは受賞資格なしと決定する。1841年（53歳）、上の2つの懸賞論文を1冊にまとめ、『倫理学の二つの根本問題』としてヨハネス・クリスチアン・ヘルマン書店より刊行。1842年（54歳）、『意志と表象としての世界』の「続編」の仕事を続ける。

### 『意志と表象としての世界・続編』から晩年へ
1843年（55歳）、『意志と表象としての世界』の続編が完成。この年、フリードリヒ・ドルグードが自著『観念的実在論の誤れる根拠』で、世界歴史上の重要な思想家としてショーペンハウアーの名をあげている。1844年（56歳）、『意志と表象としての世界』正編第2版ならびに『続編』がブロックハウス書店より、書店側はショーペンハウアーに原稿料を払わないとすることで刊行される。ヴィースバーデンの弁護士ヨーハン・アウグスト・ベッカーがショーペンハウアーと哲学的な文通を始め、ショーペンハウアーの学説の支持者となると、1845年（57歳）、フリードリヒ・ドルグードが『真理に立つショーペンハウアー』なる著書をあらわす。同年ショーペンハウアーは『余録と補遺』Parerga und Paralipomenaを書き始め、翌1846年（58歳）7月より哲学博士ユリウス・フラウエンシュテットとの親密な交際が始まる。1847年（59歳）、学位論文『根拠の原理の四つの根について』の「著しく改正かつ増補した」第2版がヘルマン書店から刊行される。1848年（60歳）、フリードリヒ・ドルグードが『統一としての世界』という論文を発表し、その中でショーペンハウアーの体系が「一つの教訓詩の形であらわされている」と述べている。

### 再評価と死去
1849年（61歳）8月、ボンにて妹アデーレ死去。司法官試補アダム・フォン・ドスとの交際が始まり、ドスはショーペンハウアー哲学の信奉者となる。1850年（62歳）、6年間にわたって続けた『余録と補遺』が完成し、フラウエンシュテットの尽力により翌1850年（62歳）11月にベルリンのA・W・ハイン書店から全2巻として、このときも原稿料なしで刊行される。1852年（64歳）、哲学博士エルンスト・オットー・リンドナーとの交際が始まる。1853年（65歳）、『ウェストミンスター・レヴュー』4月号にジョン・オクセンフォードが『ドイツ哲学における偶像破壊』という論文を発表、終始ショーペンハウアーを論じたもので、ショーペンハウアーをはじめて外国人に注目させる役割を果たす。1854年（9月）、『自然における意志について』を改訂増補した第2版がヘルマン書店から、12月には『視覚と色彩について』の第2版がハルトクノッホ書店から刊行される。フラウエンシュテットは『ショーペンハウアー哲学に関する書簡集』を発表する。リヒャルト・ワーグナーはその詩作『ニーベルングの指輪』に、自筆の「思慕と感謝の心より」という献辞を添えて送ってき、これに対しショーペンハウアーは、ワーグナーは音楽家としてよりも詩人としての才能をもっている、と言っている。さらにこの年、ショーペンハウアーの最初の伝記作家となり、また遺言執行人ともなるヴィルヘルム・グヴィナー法学博士と親しく交際する。
1855年（67歳）、フランスの画家ジュール・ルンテシュッツが油彩の肖像を描く。1883年に「ショーペンハウアーについてのわが想い出」を書くことになるワーグナーの弟子で若い作曲家のローベルト・フォン・ホルシュタインとの交際が始まる。1856年（68歳）、ベルリンのザクセ商会からルンテシュッツの描いた肖像画が華麗な石版画となって売り出される。ライプツィヒ大学哲学部が「ショーペンハウアー哲学の真髄の解説と批判」というテーマで懸賞論文を募集する。カール・Ｇ・ベールという学生がこれへの応募のため、4月にショーペンハウアーを訪れ、翌1857年（69歳）、2等賞を得る。この論文は『ショーペンハウアー哲学の概要ならびに批判的解説』として出版され、ショーペンハウアーはベールに「卓越した書」と記した令状を出す。同年ボン大学でクノートが、ブレスラウ大学ではG・W・ケオルバーがショーペンハウアー哲学に関する、大学でのはじめての講義を行っている。
1858年（70歳）、2月22日に70回目の誕生祝いが催され、ベルリン王立学士院がその会員にショーペンハウアーを推薦したがショーペンハウアーはこれを拒否した。8月、主著第2版が売り切れ、ブロックハウス書店よりの第3版を刊行したいとの申し入れを受けて9月に第3版刊行の準備にかかる。1859年（71歳）、画家アンギルベルト・ゲーベルが油彩の肖像を描き、それからエッチングを作る。7月1日ジェーネ・アウスジヒト17番地の16年にわたって間借していた住居を出、同16番地の隣家に移る。女流彫刻家エリザベート・ネイが大理石の胸像を造る。11月、主著第3版が、続編とともに刊行される。
1860年（72歳）、ゲーテの義妹オッティーリエが主著第3版へ祝辞を寄せる。『倫理学における二つの根本問題』の第2版への準備を始める。9月9日肺炎にかかり、9月18日遺言執行人ヴィルヘルム・グヴィナーと最後の会見をすると9月21日金曜の朝に死去。9月26日フランクフルト市の墓地に埋葬され、その遺志に従って墓石には彼の姓名だけが刻まれた。

## 思想・影響
カント直系を自任しながら、世界を表象とみなして、その根底にはたらく「盲目的な生存意志」を説いた。この意志のゆえに経験的な事象はすべて非合理でありこの世界は最悪、人間生活においては意志は絶えず他の意志によって阻まれ、生は同時に苦を意味し、この苦を免れるには意志の諦観・絶滅以外にないと説いた。この厭世観的思想は、19世紀後半にドイツに流行し、ニーチェを介して非合理主義の源流となった。当時支配的であったヘーゲル哲学に圧倒されてなかなか世間に受け入れられなかったが、彼の思想は後世の哲学者や文学者、とりわけニーチェ、ワーグナー、トーマス＝マンたちに大きな影響をあたえている。

## 人物・エピソード

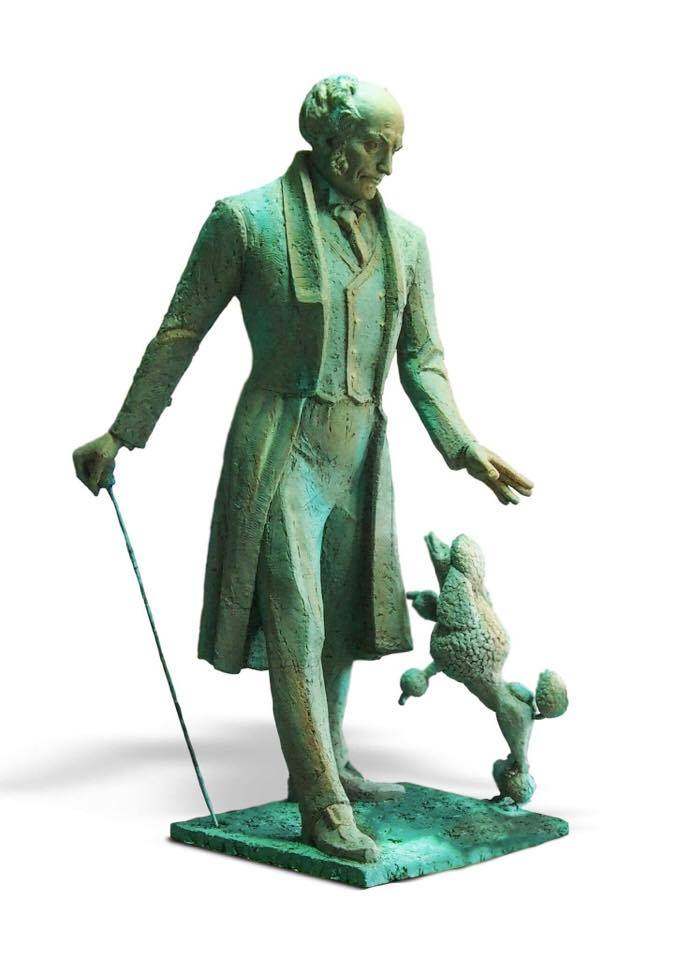
愛犬「アートマン」

- イエナ大学やベルリン大学で私講師をしていた際、同大学で生徒から絶大な人気を誇っていたヘーゲルを「酒場のおやじのような顔」と嫉妬心から批難し、ヘーゲルの講義を自分の講義と同時間帯に設定したが、ヘーゲルの講義は満員でショーペンハウアーの講義はガラガラであった。これが原因で半年後に私講師を辞職した。
- 本人は「仏陀、エックハルト、そしてこの私は、本質的には同じことを教えている」と述べている[32]。
- ショーペンハウアーは芸術論・自殺論が有名であるが、むしろ博学で、法律学から自然学まであらゆるジャンルを網羅した総合哲学者としての側面が強い。
- 仏教精神そのものといえる思想と、インド哲学の精髄を明晰に語り尽くした思想家[33]であり、日本でも森鷗外をはじめ、堀辰雄、萩原朔太郎、筒井康隆[34]など多くの作家に影響を及ぼした。
- フィヒテ、シェリングの哲学は、この哲学史上およそ例のないみじめな似非哲学のさきがけと批判した[35]。

## 著作
- 『根拠律の四つの根について』 Über die vierfache Wurzel des Satzes vom zureichenden Grunde (1813年)
- 『視覚と色彩について』 Über das Sehen und die Farben (1816年)
- 『意志と表象としての世界』 Die Welt als Wille und Vorstellung (正編・1819年) (続編・1844年)
- 『生理学的色彩論』 Theoria colorum physiologica (『見ることと色とについて』をラテン語でまとめたもの、1830年)
- 『自然のうちなる意志について』 Über den Willen in der Natur (1836年)
- 『倫理学の二大根本問題』 Die beiden Grundprobleme der Ethik (1841年)
- 『余録と補遺』 Parerga und Paralipomena (副題 哲学小品集)(1851年)
  - 『余録と補遺』は第1巻、第2巻に分かれている。その第1巻に含まれる『生活の知恵のためのアフォリズム』は、日本ではエッセイ集『幸福について』として親しまれている。この他に『自殺について』『読書について』なども『余録と補遺』の一編である。アフォリズム、およびエッセイ的内容から、邦題では『随感録』とされることがある。

### 日本語訳
※は電子書籍も刊
- 『ショーペンハウアー全集』※（全14巻＋別巻1）、白水社、1973-1975
  - 新装版1996、2004。別巻「ショーペンハウアー生涯と思想・作家論」
- 『存在と苦悩』※ 金森誠也編訳、白水社、新装版1995。白水Uブックス、2010、新版2025、ISBN 978-4560721483。主著より抜粋
- 『孤独と人生』※ 金森誠也訳、白水社、新装版1996。白水Uブックス、2010、新版2025、ISBN 978-4560721445
- 『随感録』 秋山英夫訳、白水社、新装版1996、2023、ISBN 978-4560093481
- 『幸福について 人生論』※ 橋本文夫訳、新潮文庫、改版2005、ISBN 4102033017
- 『自殺について』※ 石井立訳、角川ソフィア文庫、新版2012、ISBN 404-4086079
- 『知性について－他四篇』 細谷貞雄訳、岩波書店〈岩波文庫〉、1961、ISBN 400336323X
- 『自殺について－他四篇』※ 藤野寛訳、岩波文庫[36]、2025、ISBN 978-4003363270
- 『読書について－他二篇』 斎藤忍随訳、岩波文庫、改版1983、ISBN 400-3363221 、ワイド版2013
- 『意志と表象としての世界』※ 西尾幹二訳（全3巻・鎌田康男解説）中公クラシックス、2004（元版「世界の名著」中央公論社）
- 『読書について』※ 鈴木芳子訳、光文社古典新訳文庫、2013、ISBN 4334752713
- 『幸福について』※ 鈴木芳子訳、光文社古典新訳文庫、2018、ISBN 4334753698
- 『ショーペンハウアー 哲学の再構築「充足根拠律の四方向に分岐した根について」（第一版）訳解』
  - 法政大学出版局 2000、新装版2010 ISBN 4588009370

鎌田 康男・齋藤 智志・高橋 陽一郎・臼木 悦生 訳著。学位論文 第１版 (1813年) の日本語訳
- 『負けない方法』 高橋昌久訳、京緑社、2022。電子出版（Kindle版）